# Hubertowo
Hubertowo (lit. Gubertavas) − wieś na Litwie, w gminie rejonowej Soleczniki, 5 km na północny wschód od Ejszyszek, zamieszkana przez 4 ludzi. Przed II wojną światową w Polsce, w powiecie lidzkim województwa nowogródzkiego.